# Choeromorpha trifasciata
Choeromorpha trifasciata es una especie de escarabajo longicornio de la subfamilia Lamiinae. Fue descrita científicamente por Newman en 1842.
Se distribuye por Filipinas. Posee una longitud corporal de 14,5-18 milímetros. El período de vuelo de esta especie ocurre en los meses de junio y diciembre.